# Jakob Swatosch
Jakob Swatosch (ur. 19 kwietnia 1891 w Wiedniu, zm. 14 maja 1971) – austriacki piłkarz występujący na pozycji pomocnika. Brat innego piłkarza, Ferdinanda Swatoscha.

## Kariera klubowa
W swojej karierze Swatosch występował w zespole 1. Simmeringer SC.

## Kariera reprezentacyjna
W reprezentacji Austrii Swatosch zadebiutował 10 września 1911 w wygranym 2:1 towarzyskim meczu z Cesarstwem Niemieckim. W 1912 roku został powołany do kadry na letnie igrzyska olimpijskie, lecz nie wystąpił na nich w żadnym meczu.
W latach 1911–1914 w drużynie narodowej rozegrał 3 spotkania.